# David Stirling
Archibald David Stirling (ur. 15 listopada 1915 w Lecropt, zm. 4 listopada 1990 w Westminster) – szkocki posiadacz ziemski, pułkownik Armii Brytyjskiej.
Studiował w Trinity College na Uniwersytecie Cambridge . Podczas II wojny światowej służył w siłach specjalnych. Od czerwca 1940 roku był oficerem w 8 Commando. W lipcu 1941 roku założył i potem dowodził Special Air Service w Afryce Północnej. Dowodził m.in. rajdem na lotnisko Sidi Haneish. W styczniu 1943 roku został schwytany przez Niemców w Tunezji i do końca wojny przebywał w obozach jenieckich.
Po wojnie zajął się biznesem. Był m.in. współzałożycielem Watchguard International i założycielem KAS International − prywatnych firm wojskowych, a także producentem telewizyjnym.
Odznaczony Distinguished Service Order oraz Orderem Imperium Brytyjskiego (Oficer, OBE). W 1990 roku, na krótko przed śmiercią, otrzymał z rąk Elżbiety II tytuł rycerski.